# Алессандро де Мінічіс
Алессандро де Мінічіс (італ. Alessandro de Minicis; нар. 4 серпня 1963) — колишній італійський тенісист.
Найвищу одиночну позицію світового рейтингу — 135 місце досяг 9 вересня 1985, парну — 108 місце — 17 серпня 1987 року.

## Фінали Гран-прі за кар'єру

### Одиночний розряд: 1 (0–1)
| Результат | В-П | Дата     | Турнір            | Покриття | Суперник        | Рахунок  |
| --------- | --- | -------- | ----------------- | -------- | --------------- | -------- |
| Поразка   | 0–1 | Тра 1987 | Флоренція, Італія | Ґрунт    | Андрій Чесноков | 1–6, 3–6 |

### Парний розряд: 2 (0–2)
| Результат | В-П | Дата     | Турнір             | Покриття | Партнер        | Суперники              | Рахунок  |
| --------- | --- | -------- | ------------------ | -------- | -------------- | ---------------------- | -------- |
| Поразка   | 0–1 | Сер 1987 | Сен-Венсан, Італія | Ґрунт    | Массімо Сієрро | Бад Кокс Майкл Фанкатт | 3–6, 4–6 |
| Поразка   | 0–2 | Сер 1989 | Сен-Венсан, Італія | Ґрунт    | Массімо Сієрро | Йозеф Чігак Цирил Сук  | 4–6, 2–6 |

## Титули на челленджерах

### Парний розряд: (3)
| Ранг | Рік  | Турнір             | Покриття | Партнер        | Суперники                      | Рахунок       |
| ---- | ---- | ------------------ | -------- | -------------- | ------------------------------ | ------------- |
| 1.   | 1985 | Тампере, Фінляндія | Ґрунт    | Дасіу Кампус   | Карлус Кірмайр Луїс Маттар     | 6–4, 1–6, 6–3 |
| 2.   | 1988 | Пескара, Італія    | Ґрунт    | Ронні Ботман   | Йозеф Чігак Ріхард Вогел       | 4–6, 6–3, 6–3 |
| 3.   | 1989 | Паріолі, Італія    | Ґрунт    | Массімо Сієрро | Енріко Коккі Франческо Пізіллі | 6–4, 6–1      |